# 圣克洛
圣克洛（法語：Saint-Claud，法語發音：[sɛ̃ klo]），法国西南部市镇，位于新阿基坦大区夏朗德省，隶属于孔福朗区，其市镇面积为26.75平方公里，2022年1月1日时人口数量为1,033人，在法国城市中排名第9,513位。
圣克洛位于夏朗德省中北部，多条公路在此交汇。

## 地名来源
“Claud”一名出自天主教圣人名，其具体来源尚有待考证，一般认为与法兰克国王克罗多米尔之子“克罗多奥德”有关。
圣克洛所处区域历史上曾使用奥克语夏朗德方言，“Saint-Claud”对应的奥克语拼写为“Sent Claud”。

## 历史

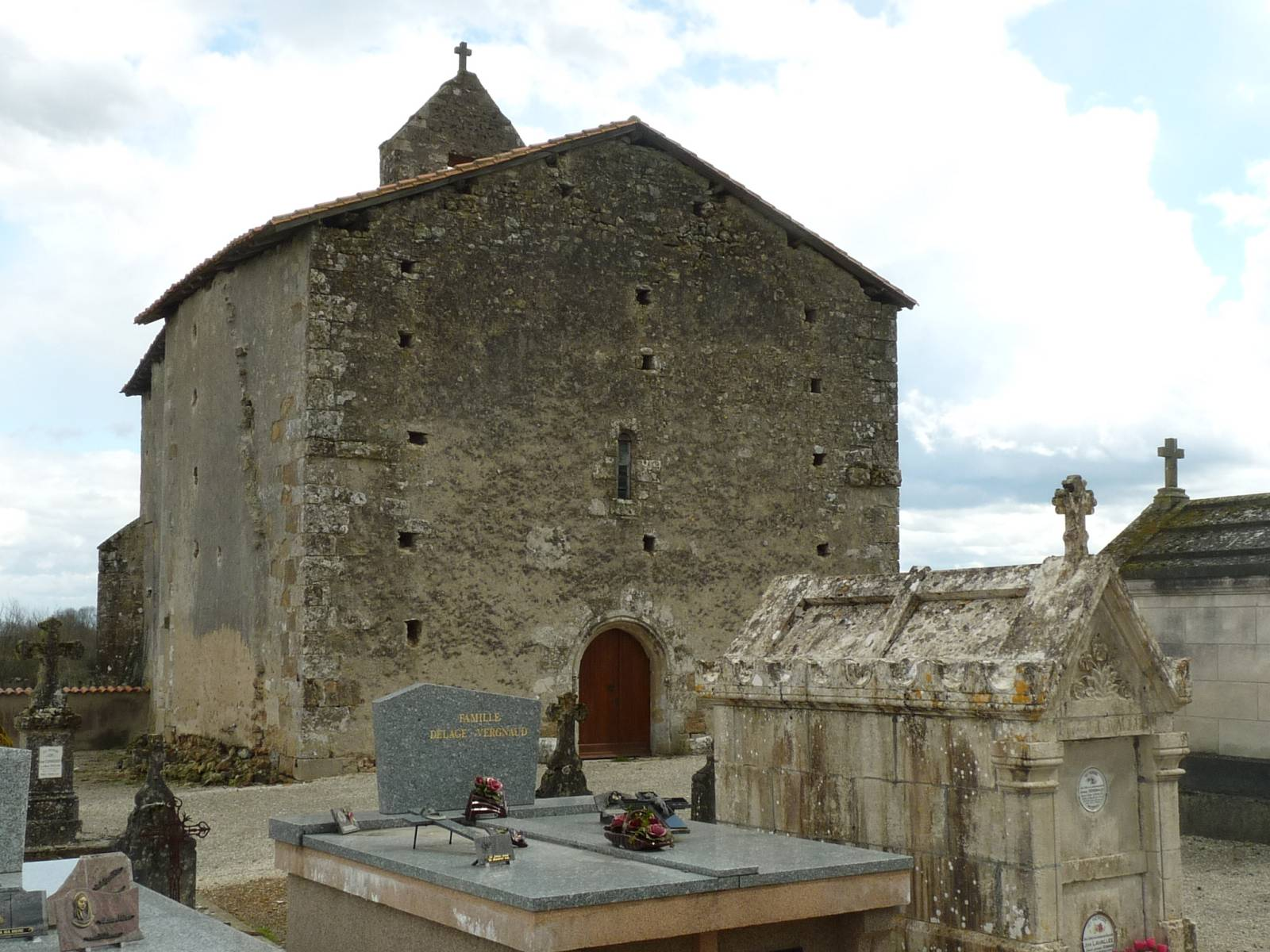
教堂前方的公墓

圣克洛的早期历史尚不清楚。根据当地官方网站的描述，圣克洛作为聚落始建于中世纪中期，当地的首个教堂于公元11世纪建成，后于公元15世纪得到扩建。中世纪中后期，圣克洛领主曾获得子爵爵位。法国大革命后，圣克洛成为夏朗德省的一个市镇。工业革命期间，途径圣克洛的吕费克－鲁马济耶尔-卢贝尔铁路建成通车，后于1951年关闭。二战初期，维希法国和沦陷区的分界线将圣克洛一分为二。当地曾出现民间抵抗运动组织，后被盖世太保逮捕，其中三十余名成员被杀害。
在行政区划方面，圣克洛在1793至2015年间为圣克洛县的首府。1801年，讷格雷（Negret）整体并入圣克洛。

## 地理

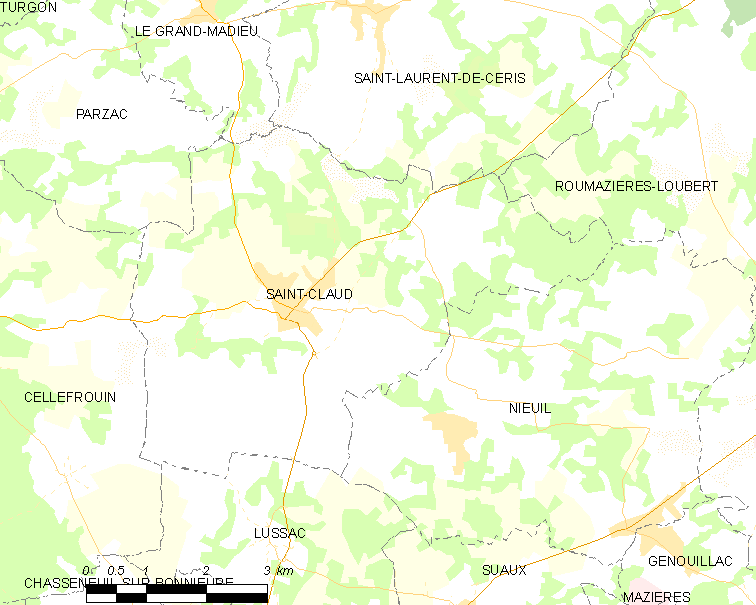
圣克洛市镇范围地图

圣克洛位于法国西南部，新阿基坦大区北部和夏朗德省中北部，距离省会昂古莱姆大约43公里。与圣克洛接壤的市镇包括：塞勒弗鲁安、勒格朗马迪约、吕萨克、尼约伊、帕尔扎克、圣洛朗德塞里、上夏朗德土地镇。

### 地形
圣克洛位于普瓦图丘陵南部腹地，境内以浅丘为主，市镇中心地势较为平坦，整体地势自南向北逐渐抬升，全境海拔在107到222米之间。

### 水文
圣克洛位于夏朗德河流域范围内，松河自东向西流经镇中心南侧。

### 植被
圣克洛属于温带阔叶混交林区，林地散落分布于市镇范围内的多个区域。
在鲜花城市的评比中，圣克洛暂未被评级。

### 气候
圣克洛在柯本气候分类法中属于温带海洋性气候。

## 行政区划
圣克洛的市镇编号为16308，邮政编号为16450。
在行政管理方面，圣克洛隶属于法国新阿基坦大区夏朗德省孔福朗区；在地方选举方面，圣克洛隶属于夏朗德-博尼约尔县，其市镇范围全境被划入夏朗德省第三选区；在社会管理方面，圣克洛是利穆赞夏朗德市镇公共社区的组成部分。
法国国家统计与经济研究所（简称）在进行数据统计时，未将圣克洛划入任何城市核心区（Unité urbaine）、城市区（Aire urbaine）以及城市辐射区（Aire d'attraction）。此外，还将圣克洛市镇整体看作一个“块区”（IRIS），以便于统计人口分布情况。

## 交通

### 公路
夏朗德省省道D28线、D172线、D346线、D739线和D951线在圣克洛境内交汇，新阿基坦大区下属的城际客运提供校车线路，可前往周边部分市镇。
2019年，60.6%的圣克洛家庭拥有至少一辆私人汽车。2019年，圣克洛境内共发生各类交通事故1起，造成1人受伤，其中1人重伤。
| 28 | 75 |

| 昂古莱姆 | 43 |

| 孔福朗 | 23 |

| 沙斯讷伊 | 9 |

### 铁路
距离圣克洛最近的运营中的客运铁路车站为30公里外的吕克塞站，该站停靠往返于普瓦捷和昂古莱姆一线的区域列车。

### 航空
距离圣克洛最近的民用航空站为利摩日机场，距离圣克洛市中心的公路里程约62公里。

### 城市公共交通
截至2022年11月，圣克洛暂无城市公共交通系统。

## 政治

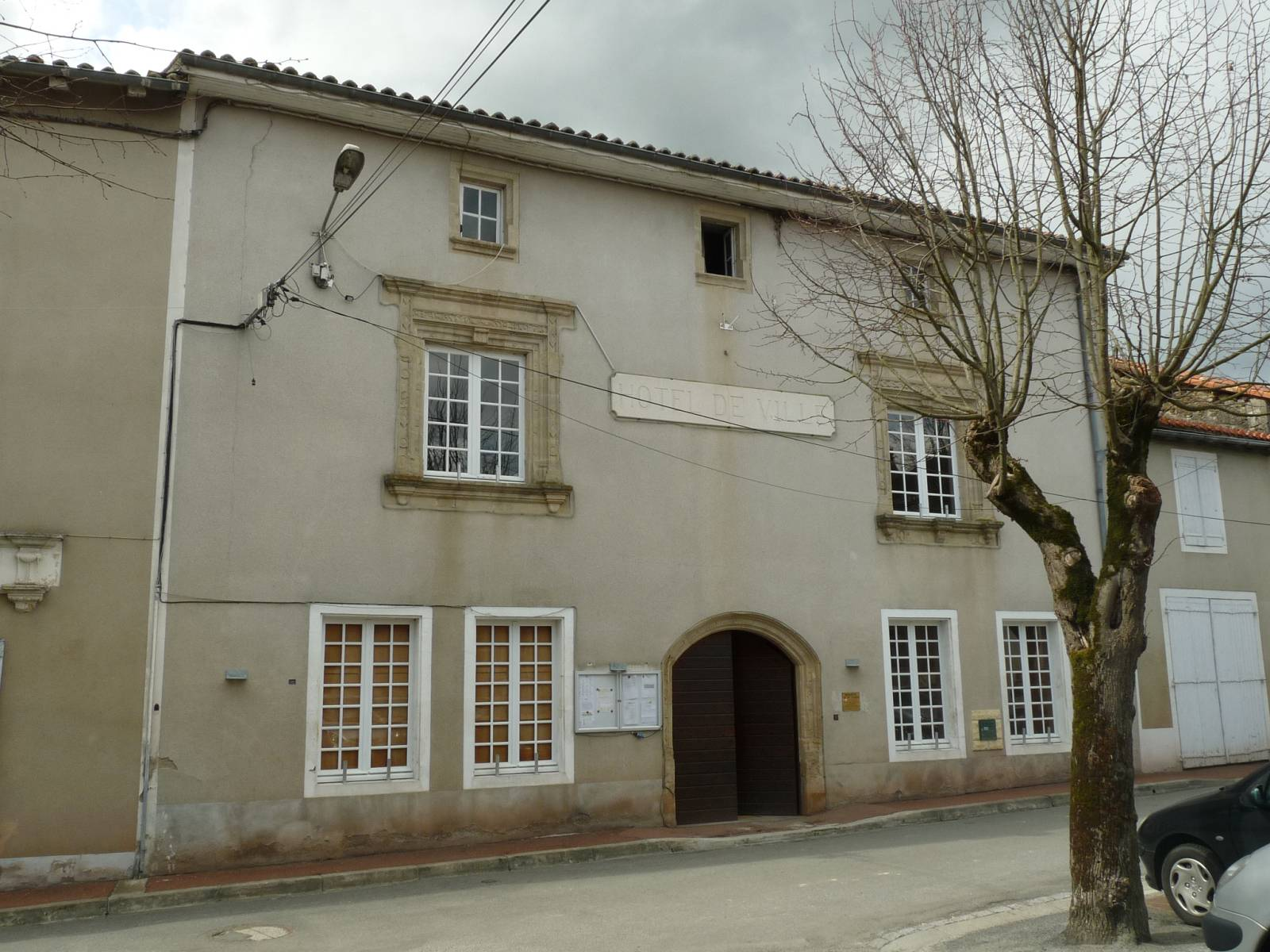
圣克洛市政厅

圣克洛的现任市长为帕斯卡·迪比松先生（Pascal DUBUISSON），他是一名无党派人士，在2020年的市政选举中获得了100.00%的支持率（无其他候选人）。
在2022年的法国总统大选中，法国极右翼政党国民阵线主席玛丽娜·勒庞在圣克洛获得了50.93%的支持率。

## 人口
2019年，圣克洛市镇人口数量为1,053，在法国排名第9,513位。其中男性505人，女性548人，75岁及以上人口占12.3%，外籍人口数量为59人，人口密度为39人/平方公里，当地居民被称为（男性）或（女性）。2020年，圣克洛境内出生5人，死亡人口17人。
| 圣克洛1901年－2019年人口变化情况 |
|                                  |
| 数据来源：Cassini、INSEE         |

## 经济
圣克洛是一个区域性的中心集镇。截止2022年11月，圣克洛市镇范围内共有各类用人单位（包含自雇）164家，平均历史为18年，其中96.2%为中小型企业（PME），2022年9月至11月间，当地的经济活力指数为0.61%。（门锁）是当地2021年营业额最高的企业，为7,585,567欧元。

## 财政与居民收入
2020年，圣克洛的财政收入总额为961,340欧元，财政支出总额为802,420欧元，当年的债务总额为263,950欧元。2021年，圣克洛市镇共获得347,588欧元的国家财政补助，比上一年增加了2.8%。
2020年，圣克洛的人均月收入总额为1,529欧元，低于法国平均水平（2,303欧元）。
2019年，圣克洛境内的青壮年（15至64岁）失业率为18.4%，当地33.4%的家庭拥有纳税资格，平均纳税1,949欧元，低于法国平均水平（3,910欧元）。

## 社会事务

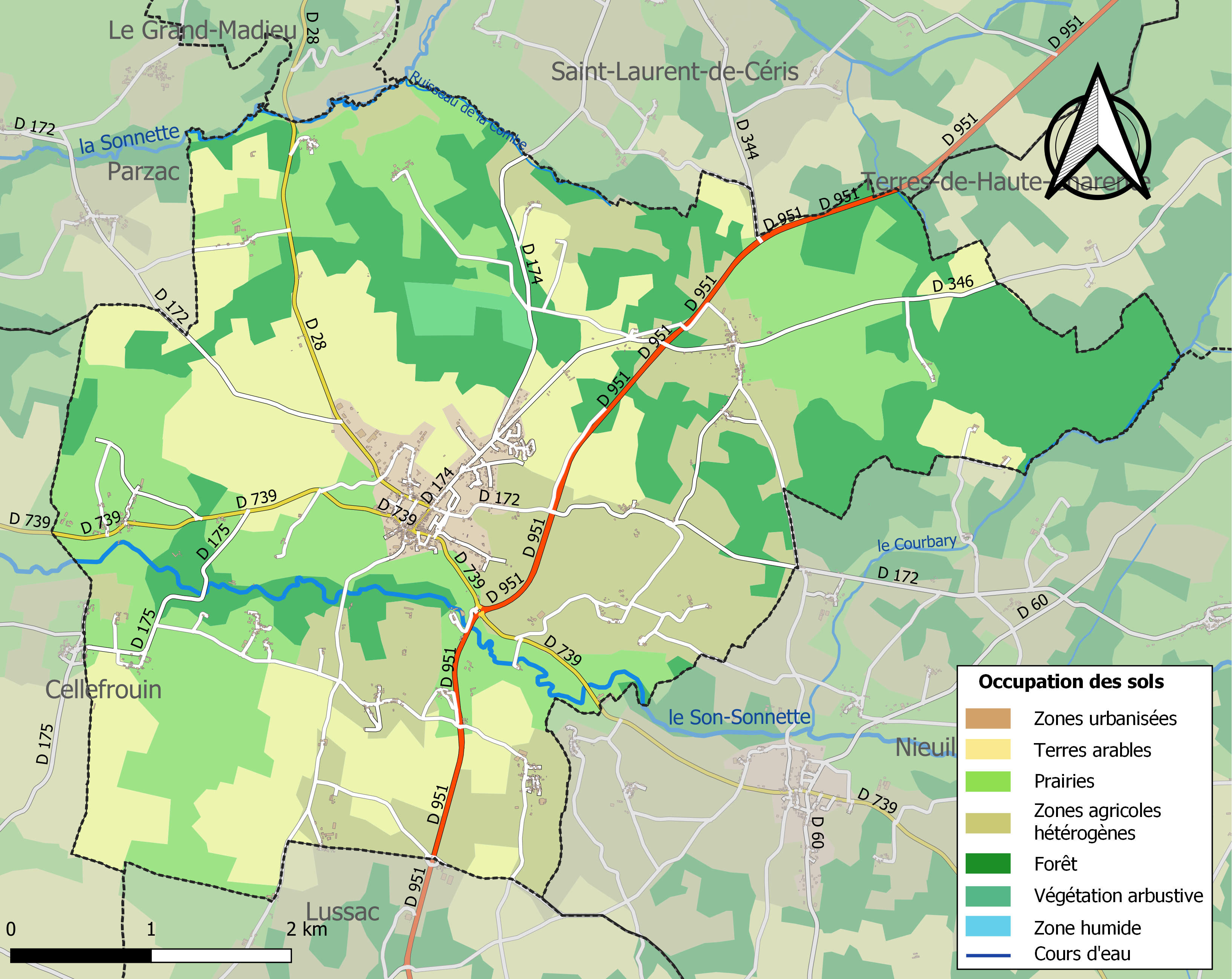
圣克洛土地利用情况地图

### 教育
圣克洛属于普瓦捷学区。截止2021年1月1日，圣克洛境内有1所小学。

### 医疗
截止2021年1月1日，圣克洛境内共有全科医生2名和护士4名。境内共有药房1家、残疾人帮扶中心2家。
距离圣克洛最近的区域性医疗机构为孔福朗中心医院（Centre Hospitalier de Confolens），其主病区位于孔福朗市区南部，距离圣克洛的正常车程大约22分钟，该院设有床位50个，是当地规模最大的公立综合性医院。

### 住房
2019年，圣克洛境内共有各类住房665套，其中87.5%为独立式居民区，4.2%为集中式居民区。常住房屋占圣克洛市镇范围内居民建筑总量的74.3%。
在住房保障政策方面，2021年，圣克洛境内共有132户家庭获得了住房经济补助，受益人数占总人口数量的12.5%，其中126份为房租补助。

### 商业
2021年，圣克洛境内共有各类实体商铺23家，其中餐厅2家、面包房3家、肉铺1家、书店1家、美容美发店2家、汽车维修店1家。镇中心建有Coop便民超市。

### 体育
2021年，圣克洛境内共有1家游泳池、1处网球场以及1处足球或橄榄球场。
截至2022年11月，圣克洛体育俱乐部（Sporting Club de Saint-Claud，编号548194）是圣克洛境内唯一的一家注册足球俱乐部，其主队2022至2023赛季参加夏朗德省足球联赛丁组（法国第十二级别），其主场为市政球场（Stade municipal）。

### 环境
圣克洛的环境事务由其所属的利穆赞夏朗德市镇公共社区联合各级政府协调负责。2021年，圣克洛境内暂无污染企业。

### 治安
圣克洛及其附近的共146个市镇是孔福朗国家宪兵队（zone gendarmerie de Confolens）的管辖范围。2020年，该宪兵队累计记录各类案件2,281起，其中盗窃类案件1,044起，经济类案件447起，毒品交易类案件58起。

## 文化
2021年，圣克洛境内暂无任何文化设施。圣克洛境内的玛尔格利特·弗耶图书馆（Bibliothèque Marguerite-Feuillet）建成于2011年，每周六向公众开放。

### 建筑
圣克洛境内有多处历史建筑，其中圣克洛教堂（Église Saint-Claud de Saint-Claud）是法国国家文物保护单位，也是当地的地标性建筑物。

### 旅游
圣克洛的旅游事务由其所属的利穆赞夏朗德市镇公共社区负责。2022年，圣克洛境内暂无任何游客接待设施。

### 媒体
法国主要的媒体均可在圣克洛接收，法国电视三台下属的新阿基坦大区频道在部分时段播出圣克洛所属区域的地方新闻。《夏朗德自由报》、蓝色法兰西普瓦图广播、云雀广播等为当地主要的地方性媒体。

## 友好城市
截至2022年11月，圣克洛暂未建立任何友好城市关系。